# Щербаков Павло Миколайович
Павло́ Микола́йович Щербако́в (4 серпня 1927, Сергіївка, тепер Братського району Миколаївської області — 8 травня 2006, місто Миколаїв Миколаївської області) — український радянський діяч, суднобудівник, бригадир судноскладальників Чорноморського суднобудівного заводу Миколаївської області. Герой Соціалістичної Праці (25.07.1966). Депутат Верховної Ради СРСР 7—8-го скликань (1966—1974).

## Життєпис
Народився в бідній селянській родині. Рано залишився без батьків. Виховувався в дитячому будинку колгоспу імені Леніна Братського району Миколаївщини. Трудову діяльність розпочав у 1944 році колгоспником колгоспу імені Леніна Братського району Миколаївської області.
У 1944—1951 роках — служба в Радянській армії.
З 1951 року — учень судноскладальника, судноскладальником на Чорноморському суднобудівному заводі (ЧСЗ) імені Носенка в місті Миколаєві. У 1955 році очолив бригаду судноскладальників, яка стала однією з найкращих на підприємстві. У 1959 році перейшов у відстаючу бригаду і вивів її у передові.
Член КПРС з 1956 року.
Освіта середня спеціальна. У 1964 році без відриву від виробництва закінчив Миколаївський суднобудівний технікум за спеціальністю «Суднобудування».
З 1981 року — заступник начальника цеху № 16 Чорноморського суднобудівного заводу.
Потім — на пенсії в місті Миколаєві.

## Нагороди
Указом Президії Верховної Ради СРСР від 25 липня 1966 року за видатні заслуги у виконанні плану 1959—1965 років і створення нової техніки, Щербакову Павлу Миколайовичу присвоєно звання Героя Соціалістичної праці з врученням ордена Леніна і медалі «Серп і Молот».
Почесний громадянин міста Миколаєва (19.10.1972).